# Chamberlain, Ontario
Chamberlain är en kommun i Kanada.   Den ligger i provinsen Ontario, i den sydöstra delen av landet, 400 km nordväst om huvudstaden Ottawa. Chamberlain ligger 201 meter över havet och antalet invånare är 297.